# Sent Superis
Sent Superis (en francès Saint-Sulpice-Laurière) és un municipi francès situat al departament de l'Alta Viena i a la regió de la Nova Aquitània.

## Demografia
| 1962                                       | 1968  | 1975  | 1982  | 1990  | 1999 | 2007 |
| ------------------------------------------ | ----- | ----- | ----- | ----- | ---- | ---- |
| 1.336                                      | 1.459 | 1.330 | 1.200 | 1.046 | 881  | 945  |
| Des de 1962: població sense dobles comptes |       |       |       |       |      |      |

## Administració
| Període | Identitat    | Partit |
| ------- | ------------ | ------ |
| 2001-   | Gérard Lardy |        |